# Acer mapienense
Acer mapienense — вид клена. Батьківщиною цього виду є Китай (Сичуань).